# Enville
Enville és una població dels Estats Units a l'estat de Tennessee. Segons el cens del 2000 tenia 230 habitants, 95 habitatges, i 70 famílies. La densitat de població era de 60,8 habitants/km².